# Dulichiella anisochir
Dulichiella anisochir is een vlokreeftensoort uit de familie van de Melitidae. De wetenschappelijke naam van de soort is voor het eerst geldig gepubliceerd in 1845 door Krøyer.